# Savegame
Een savegame is een opgeslagen voortgang van een computerspel door de speler of het programma.

## Beschrijving
Een savegame-bestand wordt opgeslagen op een opslagmedium zoals een geheugenkaart of een harde schijf en kan worden ingeladen als bijvoorbeeld het spelfiguur sterft of een missie mislukt. In het bestand worden alle belangrijke spelparameters opgeslagen, zoals de positie van het personage, bezochte locaties, en de voorwerpen in een inventaris. Bij het inladen worden deze parameters weer toegepast in het spel zodat de speler het spel kan voortzetten vanaf het opgeslagen punt.
Savegames worden vrijwel uitsluitend toegepast bij singleplayer-spellen, omdat multiplayer-spellen meestal realtime plaatsvinden, maar er zijn uitzonderingen zoals bij strategiespellen.

## Vaste en automatische opslagpunten
De methode van vaste opslagpunten in een computerspel wordt regelmatig bekritiseerd door spelers en journalisten omdat het de speeltijd kunstmatig zou oprekken, en het zou tot frustratie bij spelers leiden, vooral wanneer de savegame-punten ver uit elkaar liggen of ongunstig verdeeld zijn. De belangrijkste genres die een savegame bevatten zijn actie-avonturenspellen, schietspellen en racespellen.
Vaak krijgt een savegame-bestand een datum en tijdstempel mee of een miniatuurweergave van het speelveld.
Bij een zogenaamde autosave maakt het spel automatisch een opslagpunt aan, vaak voordat een gevecht met een eindbaas plaatsvindt of wanneer een level is voltooid. Een afgeleid principe zijn de savepoints of checkpoints. Hier wordt alleen in het geheugen een spelstand vastgelegd, die wordt hersteld na het sterven van het personage of mislukken van een missie. Als het spel echter eindigt, zal deze tussentijdse spelstand verloren gaan.

## Manieren van opslaan
Bij vroege spelcomputers bestond aanvankelijk geen mogelijkheid om spelstanden op te slaan. De meeste spellen waren niet bedoeld voor een langere speeltijd, omdat het vaak porteringen van arcadespellen waren. Bij het uitschakelen van het apparaat ging de spelstand verloren.
Codereeksbij veel spellen kan een code of reeks letters of cijfers worden ingevoerd om weer te starten op een bepaald level. Dit is een methode om kosten te besparen op het gebruik van geheugenchips.
SRAMbegin jaren 90 kregen sommige spelcartridges een SRAM-chip voor savegame-bestanden. Omdat SRAM vluchtig geheugen is, wordt deze gevoed door een knoopcel. Als de levensduur van de batterij is beëindigd zal de spelstand uit het geheugen verdwijnen.
EEPROMmet de vooruitgang van de technologie kwamen eind jaren 90 EEPROM-apparaten tot stand voor het opslaan van de spelvoortgang. Hoewel ze dezelfde functie vervullen als SRAM-apparaten, zijn ze niet afhankelijk van een constante spanningstoevoer, waardoor de eerder vereiste knoopcel niet meer noodzakelijk is.
Harde schijf/flashgeheugenin spelcomputers vanaf 2001 worden spelstanden opgeslagen op intern flashgeheugen of een harde schijf die meestal gelijktijdig wordt gebruikt als opslagmedium van de console en het besturingssysteem.
Cloudopslagbij cloudopslag wordt de spelstand op een server in de cloud opgeslagen. Voorbeelden hiervan zijn PlayStation Network en Xbox Live.